# La Balade de Jenny Plumpett
 (mai 2018).
La Balade de Jenny Plumpett  est un roman policier de Charles Exbrayat paru en 1977.

## Résumé

### Mise en place de l'intrigue
Jenny Plumpett, une jeune anglaise un peu naïve, se voit proposer par son patron une mission plutôt confidentielle : il lui offre un voyage organisé dans le sud de la France, au cours duquel elle devra porter un diamant, qu’il tient de sa mère, à un contact à Nice qui lui remettra une mallette de billets qu’elle devra déposer dans une banque en Suisse.

### Enquête et aventures
La balade lui donne l’occasion de découvrir la région lyonnaise (dont est originaire Exbrayat, et dont il parle en expert), puis la Côte d’Azur, au sein d’un groupe de touristes dont certains sont assez particuliers : trois messieurs aux avances desquelles Jenny cédera avant de se rendre compte qu’ils ne veulent que l’objet de sa mission, un jeune guide aussi amoureux que maladroit, une vieille dame qui l’a prise sous son aile et semble débouler toujours au bon moment lorsque Jenny se trouve en danger...

## Thématique
Ce roman est proche, dans son thème, d’autres roman d’Exbrayat, comme Ne vous fâchez pas, Imogène !, Une ravissante idiote ou  Bye, bye, chérie ! : une personne naïve est chargée d’un mission secrète censée être de la plus haute importance. Elle découvrira qu’on l'a manipulée.

## Éditions
Le roman paraît initialement en 1977 dans la collection Le Masque sous le no 1481. La dernière réimpression date de 1991.